# Mars 1878

## Événements
- 3 mars : traité de San Stefano mettant fin à la guerre russo-turque à propos des Balkans. Indépendance de la Roumanie, du Monténégro et de la Serbie. Création d’une principauté de Grande Bulgarie autonome dans le cadre de l’empire ottoman, mais soumise à l’influence directe de la Russie. Annexion par la Russie de la Dobroudja et du delta du Danube.

- 7 mars : l'Université de Western Ontario est fondée à London, Canada, par l'évêque Isaac Hellmuth et le Diocèse anglican de Huron.

- 8 mars : le lieutenant-gouverneur Luc Letellier de Saint-Just démet de ses fonctions le premier ministre du Québec Charles-Eugène Boucher de Boucherville. Cette situation fut qualifiée de coup d'État

- 12 mars : Walvis Bay devient colonie britannique.
  - Les Allemands occupent la côte du Sud-Ouest africain.

- 18 mars : le Reichstag de l'Empire allemand vote la loi contre les socialistes.

- 23 mars : Le prince Lucien Napoléon Bonaparte-Wyse signe avec le gouvernement colombien un contrat de concession pour la construction du canal de Panama, sur lequel l'ingénieur Ferdinand de Lesseps prend une option de 10 millions de francs. Des centaines de milliers d'épargnants français, modestes pour la plupart, vont acheter des parts, sur la foi des prospectus et sur la confiance qu'inspire le perceur du canal de Suez.

## Naissances
- 4 mars : Arishima Takeo, écrivain japonais († 9 juin 1923).
- 7 mars : Boris Koustodiev, peintre russe († 28 mai 1927).
- 10 mars : Karel van de Woestijne, écrivain belge († 24 août 1929).
- 12 mars : Gemma Galgani, sainte catholique italienne († 11 avril 1903).
- 16 mars : Clemens August von Galen, cardinal allemand, évêque de Münster déclaré bienheureux († 22 mars 1946).
- 31 mars : Fernand Allard, missionnaire belge († 26 mars 1947)

## Décès
- 21 mars : Charles Liedts, homme politique belge (° 2 décembre 1802).
- 23 mars : Vincent Danilewicz, militaire polonais (° 1787)